# Papa emerito

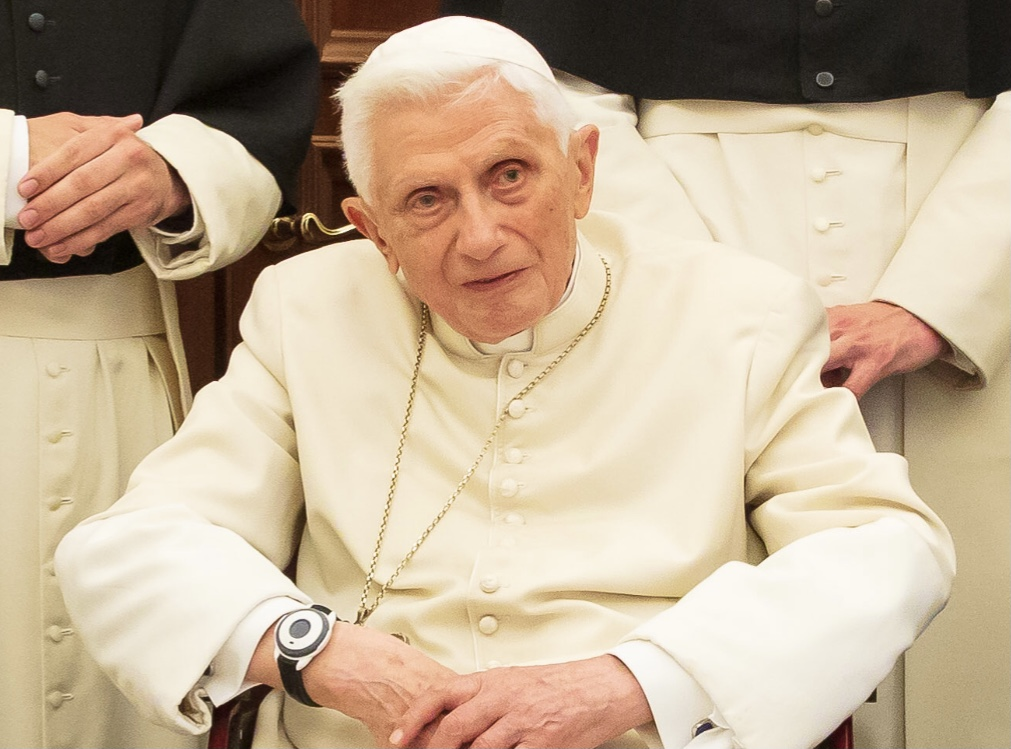
Benedetto XVI nel 2019, papa emerito dal 28 febbraio 2013 fino alla sua morte avvenuta il 31 dicembre 2022.

Papa emerito o pontefice emerito è stato il titolo assunto da papa Benedetto XVI in seguito alla sua rinuncia all'ufficio di romano pontefice il 28 febbraio 2013. Il titolo non è esplicitamente previsto da alcuna normativa della Chiesa cattolica e Benedetto XVI, primo papa dimissionario in epoca moderna, è stato l'unico pontefice che lo ha utilizzato dopo la rinuncia all'ufficio.

## Riferimenti normativi
Il canone 332 §2 del Codice di diritto canonico prevede che il romano pontefice possa rinunciare al suo ufficio. Per la validità, si richiede che la rinuncia sia fatta liberamente e che venga debitamente manifestata; non si richiede invece che qualcuno la ratifichi. Pur non essendo il primo papa ad aver rinunciato al ministero petrino, Benedetto XVI è stato, nel 2013, l'unico papa ad aver esercitato la facoltà della rinuncia, come disciplinata dal predetto can. 332 in vigore dal 1983.

### Titolo
Il titolo di «papa emerito», non previsto dal diritto canonico, fu preferito a quello di vescovo emerito di Roma e adottato per analogia, con decorrenza a partire dall'inizio della sede vacante. A rafforzare questa decisione può essere stato il Codice di diritto canonico, il quale riporta che:
(Can. 185, Codice di diritto canonico)

## Insegne e trattamento
Dopo la rinuncia al ministero petrino, le insegne e il trattamento del papa emerito subiscono delle modifiche:
- l'abito talare bianco è semplice, senza la pellegrina e la fascia;
- l'anello del pescatore, annullato con l'inizio della sede vacante[8], viene sostituito dall'anello vescovile;
- le tradizionali scarpe rosse dell'abito papale non sono previste.

Restano invece invariati il nome pontificale, il trattamento (che, come quello del papa, può essere Santo Padre, Sua Santità o, semplicemente, Santità) e lo stemma, invariato per esplicita volontà di Benedetto XVI.

## Controversie sulla scelta del titolo
La scelta del titolo è stata oggetto di discussione fra teologi e canonisti in ambito cattolico. Già alcuni giorni dopo l'annuncio della rinuncia da parte di Benedetto XVI, Manuel Jesús Arroba, professore di diritto canonico alla Pontificia Università Lateranense, affermò che «giuridicamente di papa ce n'è soltanto uno; un "papa emerito" non può esistere».
Agli inizi di marzo 2013, il gesuita Gianfranco Ghirlanda, ex rettore della Pontificia Università Gregoriana e docente di diritto canonico nella stessa università, in un lungo articolo apparso nelle pagine de "La Civiltà Cattolica", espresse gli stessi contenuti, arrivando alla conclusione che «colui che cessa dal ministero pontificio non a causa di morte, pur evidentemente rimanendo vescovo, non è più papa, in quanto perde tutta la potestà primaziale, perché essa non gli era venuta dalla consacrazione episcopale, ma direttamente da Cristo tramite l'accettazione della legittima elezione».
Di parere opposto è Stefano Violi, professore di diritto canonico nella Facoltà teologica dell'Emilia-Romagna e nella Facoltà di Teologia di Lugano, secondo il quale, con la rinuncia, Benedetto XVI ha dichiarato non già di rinunciare al munus petrinum ("incarico petrino"), ma solo al suo esercizio: «Con atto libero, Benedetto XVI ha esercitato la pienezza del potere, privandosi di tutte le potestà inerenti al suo ufficio, per il bene della Chiesa, senza però abbandonare il servizio alla Chiesa; questo continua mediante l'esercizio della dimensione più eminentemente spirituale inerente al munus affidatogli, al quale non ha inteso rinunciare». Benedetto XVI, cioè, avrebbe rinunciato all'esercizio diretto e attivo del "ministero petrino", ma non al "ministero petrino" in sé, che sarebbe irrevocabile: questo spiegherebbe, secondo le parole di Vittorio Messori, la ragione della scelta del titolo di "papa emerito".
Nella conferenza stampa sull'aereo che lo riportava a Roma dal suo viaggio in Corea del Sud nel 2014, papa Francesco così si è espresso a proposito del "papa emerito": «Penso che il papa emerito non sia un'eccezione, ma dopo tanti secoli questo è il primo emerito... Io penso che “papa emerito” sia già un'istituzione... e io credo che papa Benedetto XVI abbia fatto questo gesto che, di fatto, istituisce i papi emeriti. Ripeto: forse qualche teologo mi dirà che questo non è giusto, ma io la penso così. I secoli diranno se è così o no, vedremo... [Benedetto XVI] ha aperto una porta che è istituzionale, non eccezionale».
Nel 2018, Benedetto XVI ha dichiarato al suo biografo Peter Seewald che il papato emerito è una «forma giuridico-spirituale che evita qualsiasi pensiero di coesistenza di due papi: un vescovato può avere un solo proprietario. Allo stesso tempo, viene espresso un legame spirituale, che non può venire in alcun modo rimosso».